# Розі Міттермаєр
Роза Катаріна «Розі» Міттермаєр-Нойройтер (нім. Rosa Katharina „Rosi“ Mittermaier-Neureuther) — німецька гірськолижниця. Вона була абсолютною переможницею Кубка світу 1976 року, та подвійним золотим призером Зимових Олімпійських ігор 1976 року.
З 1967 по 1976 рік Міттермаєр змагалася в гірських лижах, завершивши кар'єру після дуже успішного сезону, в якому вона завоювала дві золоті олімпійські медалі та посіла перше місце в Кубку світу. Вона залишалася популярною, рекламуючи спорт і як письменниця наукової літератури. Її прозвали Голд-Розі, і в 2006 році вона була першою зимовою спортсменкою, яку включили до Зали спортивної слави Німеччини, співзасновницею якої вона була.
Розі Міттермаєр померла після важкої хвороби в січні 2023 року у віці 72 років у Гарміш-Партенкірхені.